# HKK Zrinjski Mostar
O Hrvatski košarkaški klub Zrinjski Mostar (em português:  Clube Croata de Basquetebol Zrinjski de Mostar), conhecido também apenas como Zrinjski Mostar, é um clube de basquetebol baseado em Mostar, Bósnia e Herzegovina que atualmente disputa a Liga Bósnia. Manda seus jogos na Pavilhão Bijeli Brijeg com capacidade para 1.000 espectadores.

## Histórico de Temporadas
| Temporada | Nível | Liga  | Pos. | J     | PL  | Resultado  | Copa da Bósnia | Competições internacionais        |
| --------- | ----- | ----- | ---- | ----- | --- | ---------- | -------------- | --------------------------------- |
| 2007-08   | 1     | PLBiH | 7    | 11-13 |     |            |                |                                   |
| 2008-09   | 1     | PLBiH | 5    | 24-14 |     |            |                |                                   |
| 2009-10   | 1     | PLBiH | 6    | 15-17 |     |            |                | -                                 |
| 2010-11   | 1     | PLBiH | 5    | 15-9  |     |            |                | R Liga Balcânica - 4º Gr.A 4-4    |
| 2011-12   | 1     | PLBiH | 11   | 8-16  |     |            |                | R Liga Balcânica - 6º Gr.B 1-9    |
| 2012-13   | 1     | PLBiH | 7    | 11-11 |     |            |                |                                   |
| 2013-14   | 1     | PLBiH | 8    | 11-11 |     |            |                |                                   |
| 2014-15   | 1     | PLBiH | 5    | 15-17 |     |            |                | -                                 |
| 2015-16   | 1     | PLBiH | 7    | 12-8  |     |            |                |                                   |
| 2016-17   | 1     | PLBiH | 3    | 16-12 | 0-2 | Semifinais |                |                                   |
| 2017-18   | 1     | PLBiH | 1    | 24-6  | 5-2 | Campeão    |                | R Liga Adriática 2ª div. 7º 12-10 |
| 2018-19   | 1     | PLBiH | 2    | 23-7  | 1-2 | Semifinais |                | R Liga Adriática 2ª div. 9º 8-14  |

fonte:eurobasket.com

## Títulos
Liga Bósnia
Campeões (1): 2017-18